# Anisogomphus resortus
Anisogomphus resortus là loài chuồn chuồn trong họ Gomphidae. Loài này được Yang & Davies miêu tả khoa học đầu tiên năm 1996.